# Kike Hermoso
Enrique Gómez Hermoso (Madrid, 10 de agosto de 1999), más conocido como Kike Hermoso, es un futbolista español que juega como defensa central en la União Desportiva Vilafranquense de la Segunda División de Portugal.

## Trayectoria
Es un jugador formado en el Alcobendas CF y en 2017, firma por el Rayo Vallecano para jugar en el Rayo Vallecano de Madrid "B" del Grupo VII de la Tercera división de España. 
El 9 de julio de 2019, firma por la SD Huesca de la Segunda División de España. El 18 de agosto de 2019, debuta en la Segunda División de España, disputando los 90 minutos del encuentro frente a la UD Las Palmas que acabaría con victoria por cero goles a uno. Además, Kike volvería a jugar los dos partidos siguientes de titular en las jornadas 2 y 3 de liga, frente al RC Deportivo y UD Almería, respectivamente.
El 30 de agosto de 2019, se marcha cedido a la SD Ejea de la Segunda División B de España, donde disputa 17 partidos.
El 1 de octubre de 2020, firma por el Betis Deportivo Balompié de la Segunda División B de España, disputando 13 partidos.
En la temporada 2021-22, Kike disputó 23 partidos con el Betis Deportivo Balompié de la Primera Federación y fue un habitual del trabajo del primer equipo con Manuel Pellegrini. El 23 de septiembre de 2021 debutó en liga contra el Osasuna, y marcó el 1-0 a la salida de un córner. Ganó la Copa del Rey 2022 con el Real Betis Balompié, competición en la que participó en dos encuentros de copa durante el campeonato, frente al Alicante en la primera ronda (0-4) y contra el Real Valladolid CF en la tercera ronda (0-3).
El 30 de agosto de 2022, firma por la União Desportiva Vilafranquense de la Segunda División de Portugal.

## Estadísticas

### Clubes
Actualizado al último partido disputado el 25 de febrero de 2022.
| Club                                     | Div.          | Temporada     | Liga  | Liga  | Copa  | Copa  | Internacional | Internacional | Total | Total |
| Club                                     | Div.          | Temporada     | Part. | Goles | Part. | Goles | Part.         | Goles         | Part. | Goles |
| ---------------------------------------- | ------------- | ------------- | ----- | ----- | ----- | ----- | ------------- | ------------- | ----- | ----- |
| Rayo Vallecano "B" · España              | 3.ª           | 2017-18       | 20    | 2     | ―     | ―     | ―             | ―             | 20    | 2     |
| Rayo Vallecano "B" · España              | 3.ª           | 2018-19       | 21    | 1     | ―     | ―     | ―             | ―             | 21    | 1     |
| Rayo Vallecano "B" · España              | Total club    | Total club    | 41    | 3     | 0     | 0     | 0             | 0             | 41    | 3     |
| S. D. Huesca · España                    | 2.ª           | 2019-20       | 3     | 0     | 0     | 0     | ―             | ―             | 3     | 0     |
| S. D. Huesca · España                    | Total club    | Total club    | 3     | 0     | 0     | 0     | 0             | 0             | 3     | 0     |
| S. D. Ejea · España                      | 2.ª B         | 2019-20       | 17    | 0     | 0     | 0     | ―             | ―             | 17    | 0     |
| S. D. Ejea · España                      | Total club    | Total club    | 17    | 0     | 0     | 0     | 0             | 0             | 17    | 0     |
| Real Betis "B" · España                  | 2.ª B         | 2020-21       | 13    | 0     | ―     | ―     | ―             | ―             | 13    | 0     |
| Real Betis "B" · España                  | 2.ª B         | 2021-22       | 15    | 0     | ―     | ―     | ―             | ―             | 15    | 0     |
| Real Betis "B" · España                  | Total club    | Total club    | 28    | 0     | 0     | 0     | 0             | 0             | 28    | 0     |
| Real Betis · España                      | 1.ª           | 2021-22       | 1     | 1     | 2     | 0     | 0             | 0             | 3     | 1     |
| Real Betis · España                      | Total club    | Total club    | 1     | 1     | 2     | 1     | 0             | 0             | 2     | 1     |
| União Desportiva Vilafranquense Portugal | 2.ª           | 2022-         | 0     | 0     | 0     | 0     | 0             | 0             | 0     | 0     |
| União Desportiva Vilafranquense Portugal | Total club    | Total club    | 0     | 0     | 0     | 0     | 0             | 0             | 0     | 0     |
| Total carrera                            | Total carrera | Total carrera | 90    | 4     | 2     | 0     | 0             | 0             | 92    | 4     |